# Список инженер-флагманов ВМФ СССР (1935—1940)
Список начальствующего военно-технического состава Морских сил Рабоче-Крестьянской Красной Армии СССР содержит фамилии получивших званиеинженер-флагман 3-го ранга, инженер-флагман 2-го ранга, инженер-флагман 1-го ранга, инженер-флагман флота в период с 1935 по 1940 год.

## Список
| Список начальствующего военно-технического состава МС РККА 1935—1940 г. | Список начальствующего военно-технического состава МС РККА 1935—1940 г. | Список начальствующего военно-технического состава МС РККА 1935—1940 г. | Список начальствующего военно-технического состава МС РККА 1935—1940 г. | Список начальствующего военно-технического состава МС РККА 1935—1940 г. | Список начальствующего военно-технического состава МС РККА 1935—1940 г. | Список начальствующего военно-технического состава МС РККА 1935—1940 г. |
|                                                                         |                                                                         | [ 4 ]                                                                   | [ 4 ]                                                                   | [ 4 ]                                                                   | [ 4 ]                                                                   |                                                                         |
| Ф. И. О.                                                                | Годы жизни                                                              | инженер- флагман 3-го ранга                                             | инженер- флагман 2-го ранга                                             | инженер- флагман 1-го ранга                                             | инженер- флагман флота                                                  | звание после 07.05.1940 г.                                              |
| ----------------------------------------------------------------------- | ----------------------------------------------------------------------- | ----------------------------------------------------------------------- | ----------------------------------------------------------------------- | ----------------------------------------------------------------------- | ----------------------------------------------------------------------- | ----------------------------------------------------------------------- |
| Акимов, Александр Васильевич                                            | 1882—?                                                                  | 16.05.1939                                                              | —                                                                       | —                                                                       | —                                                                       | 08.06.1940                                                              |
| Алексеев, Борис Александрович                                           | 1881—?                                                                  | 26.04.1940                                                              | —                                                                       | —                                                                       | —                                                                       | 08.06.1940                                                              |
| Алякринский, Николай Владимирович                                       | 1896—1938                                                               | —                                                                       | 26.11.1935                                                              | —                                                                       | —                                                                       | —                                                                       |
| Алякрицкий, Борис Евгеньевич                                            | 1899—1937                                                               | —                                                                       | 02.12.1935                                                              | —                                                                       | —                                                                       | —                                                                       |
| Антонов, Леонид Иванович                                                | 1888—1969                                                               | 03.04.1938                                                              | 03.11.1939                                                              | —                                                                       | —                                                                       | 04.06.1940                                                              |
| Анципо-Чикунский, Лев Владимирович                                      | 1898—1938                                                               | 26.11.1935                                                              | —                                                                       | —                                                                       | —                                                                       | —                                                                       |
| Балкашин, Анатолий Иванович                                             | 1885—1954                                                               | —                                                                       | 31.05.1936                                                              | —                                                                       | —                                                                       | 21.05.1941                                                              |
| Белобров, Андрей Павлович                                               | 1894—1981                                                               | 03.03.1938                                                              | —                                                                       | —                                                                       | —                                                                       | 08.06.1940                                                              |
| Белявский, Михаил Львович                                               | 1889—?                                                                  | 13.11.1939                                                              | —                                                                       | —                                                                       | —                                                                       | 08.06.1940                                                              |
| Берг, Аксель Иванович                                                   | 1893—1979                                                               | —                                                                       | 26.11.1935                                                              | —                                                                       | —                                                                       | 21.05.1941                                                              |
| Берёзкин, Всеволод Александрович                                        | 1899—1946                                                               | 03.11.1939                                                              | —                                                                       | —                                                                       | —                                                                       | 08.06.1940                                                              |
| Бравин, Евгений Леонидович                                              | 1885—1972                                                               | 13.12.1935                                                              | —                                                                       | —                                                                       | —                                                                       | 21.05.1941                                                              |
| Брежнев, Николай Гаврилович                                             | 1893—?                                                                  | 09.04.1940                                                              | —                                                                       | —                                                                       | —                                                                       | 08.06.1940                                                              |
| Брыкин, Александр Евстратьевич                                          | 1895—1976                                                               | 26.11.1935                                                              | —                                                                       | —                                                                       | —                                                                       | 08.06.1940                                                              |
| Булдаков, Иван Иванович                                                 | 1903—1978                                                               | 21.02.1940                                                              | —                                                                       | —                                                                       | —                                                                       | 08.06.1940                                                              |
| Васильев, Василий Васильевич                                            | 1895—1938                                                               | 02.12.1935                                                              | —                                                                       | —                                                                       | —                                                                       | —                                                                       |
| Власов, Александр Васильевич                                            | 1897—?                                                                  | 20.04.1938                                                              | —                                                                       | —                                                                       | —                                                                       | 08.06.1940                                                              |
| Власов, Василий Григорьевич                                             | 1896—1959                                                               | 16.05.1939                                                              | —                                                                       | —                                                                       | —                                                                       | 04.06.1940                                                              |
| Воронин, Владимир Дмитриевич                                            | 1889—?                                                                  | 03.11.1939                                                              | —                                                                       | —                                                                       | —                                                                       | 08.06.1940                                                              |
| Гаврилов, Виктор Михайлович                                             | 1903—1957                                                               | 25.03.1939                                                              | —                                                                       | —                                                                       | —                                                                       | 04.06.1940                                                              |
| Гедримович, Александр Петрович                                          | 1884—1953                                                               | 17.03.1936                                                              | —                                                                       | —                                                                       | —                                                                       | 08.06.1940                                                              |
| Голицин, Константин Васильевич                                          | 1893—1938                                                               | 31.05.1936                                                              | —                                                                       | —                                                                       | —                                                                       | —                                                                       |
| Горбунов, Николай Иванович                                              | 1892—1939                                                               | 02.12.1935                                                              | —                                                                       | —                                                                       | —                                                                       | —                                                                       |
| Горшков, Василий Артёмович                                              | 1886—1943                                                               | 02.12.1935                                                              | —                                                                       | —                                                                       | —                                                                       | 08.06.1940                                                              |
| Григорьев, Николай Григорьевич                                          | 1892—?                                                                  | 19.04.1940                                                              | —                                                                       | —                                                                       | —                                                                       | 08.06.1940                                                              |
| Денисов, Борис Алексеевич                                               | 1893—1967                                                               | 28.11.1939                                                              | —                                                                       | —                                                                       | —                                                                       | 08.06.1940                                                              |
| Дмитриев, Константин Георгиевич                                         | 1889—1973                                                               | 15.03.1936                                                              | —                                                                       | —                                                                       | —                                                                       | 04.06.1940                                                              |
| Дуваленский, Георгий Алексеевич                                         | 1894—?                                                                  | 16.03.1936                                                              | —                                                                       | —                                                                       | —                                                                       | 08.06.1940                                                              |
| Есин, Александр Александрович                                           | 1893—1976                                                               | 09.04.1940                                                              | —                                                                       | —                                                                       | —                                                                       | —                                                                       |
| Жуков, Анатолий Алексеевич                                              | 1904—1943                                                               | 25.03.1939                                                              | —                                                                       | —                                                                       | —                                                                       | 04.06.1940                                                              |
| Заикин, Пётр Илларионович                                               | 1889—?                                                                  | 10.05.1939                                                              | —                                                                       | —                                                                       | —                                                                       | 08.06.1940                                                              |
| Звейнек, Карл Кришьянович                                               | 1895—?                                                                  | 10.02.1938                                                              | —                                                                       | —                                                                       | —                                                                       | 08.06.1940                                                              |
| Иванов, Сергей Васильевич                                               | 1895—?                                                                  | 16.05.1939                                                              | —                                                                       | —                                                                       | —                                                                       | 08.06.1940                                                              |
| Изенбек, Сергей Артурович                                               | 1883—1962                                                               | 01.06.1940                                                              | —                                                                       | —                                                                       | —                                                                       | 30.11.1940                                                              |
| Каврайский, Владимир Владимирович                                       | 1884—1954                                                               | 03.04.1938                                                              | —                                                                       | —                                                                       | —                                                                       | 08.06.1940                                                              |
| Казанский, Владимир Капитонович                                         | 1885—?                                                                  | 28.03.1939                                                              | —                                                                       | —                                                                       | —                                                                       | 08.06.1940                                                              |
| Кимбар, Юлий Юльевич                                                    | 1884—1956                                                               | 15.03.1936                                                              | —                                                                       | —                                                                       | —                                                                       | 08.06.1940                                                              |
| Козлов, Алексей Дмитриевич                                              | 1898—1979                                                               | 10.05.1939                                                              | —                                                                       | —                                                                       | —                                                                       | 08.06.1940                                                              |
| Колбин, Иван Николаевич                                                 | 1893—1952                                                               | 03.11.1939                                                              | —                                                                       | —                                                                       | —                                                                       | 08.06.1940                                                              |
| Кочкин, Николай Александрович                                           | 1873—1946                                                               | 17.03.1936                                                              | 16.05.1939                                                              | —                                                                       | —                                                                       | 04.06.1940                                                              |
| Краснитский, Александр Михайлович                                       | 1889—1968                                                               | 31.05.1939                                                              | —                                                                       | —                                                                       | —                                                                       | 08.06.1940                                                              |
| Критский, Владимир Фёдорович                                            | 1898—1966                                                               | 04.01.1940                                                              | —                                                                       | —                                                                       | —                                                                       | 30.11.1940                                                              |
| Кудревич, Борис Иванович                                                | 1884—1960                                                               | 02.12.1935                                                              | —                                                                       | —                                                                       | —                                                                       | 04.06.1940                                                              |
| Кузаев, Александр Ефремович                                             | 1894—1953                                                               | 13.06.1939                                                              | —                                                                       | —                                                                       | —                                                                       | 08.06.1940                                                              |
| Курнаков, Михаил Никитич                                                | 1899—1961                                                               | 05.04.1940                                                              | —                                                                       | —                                                                       | —                                                                       | 08.06.1940                                                              |
| Лавров, Алексей Модестович                                              | 1887—1942                                                               | 02.12.1935                                                              | —                                                                       | —                                                                       | —                                                                       | 04.06.1940                                                              |
| Лежнев, Николай Максимович                                              | 1894—1956                                                               | 29.03.1940                                                              | —                                                                       | —                                                                       | —                                                                       | 08.06.1940                                                              |
| Леонов, Александр Васильевич                                            | 1895—1939                                                               | —                                                                       | 02.12.1935                                                              | —                                                                       | —                                                                       | —                                                                       |
| Лысенко, Семён Львович                                                  | 1896—?                                                                  | 08.04.1939                                                              | —                                                                       | —                                                                       | —                                                                       | 08.06.1940                                                              |
| Ляхов, Григорий Дмитриевич                                              | 1896—1973                                                               | 31.05.1936                                                              | —                                                                       | —                                                                       | —                                                                       | —                                                                       |
| Мадисов, Вольдемар Петрович                                             | 1871—1951                                                               | —                                                                       | 31.05.1936                                                              | —                                                                       | —                                                                       | 21.05.1941                                                              |
| Макаровский, Борис Дмитриевич                                           | 1890—?                                                                  | 21.12.1939                                                              | —                                                                       | —                                                                       | —                                                                       | 08.06.1940                                                              |
| Матросов, Михаил Иванович                                               | 1896—?                                                                  | 26.04.1940                                                              | —                                                                       | —                                                                       | —                                                                       | 08.06.1940                                                              |
| Матусевич, Николай Николаевич                                           | 1879—1950                                                               | —                                                                       | 31.05.1936                                                              | 22.12.1939                                                              | —                                                                       | 04.06.1940 22.02.1944                                                   |
| Мельницкий, Александр Сергеевич                                         | 1883—?                                                                  | 03.11.1939                                                              | —                                                                       | —                                                                       | —                                                                       | 08.06.1940                                                              |
| Мессер, Павел Владимирович                                              | 1883—1938                                                               | 02.12.1935                                                              | —                                                                       | —                                                                       | —                                                                       | —                                                                       |
| Мидин, Григорий Гаврилович                                              | 1895—?                                                                  | 03.11.1939                                                              | —                                                                       | —                                                                       | —                                                                       | 08.06.1940                                                              |
| Мирошкин, Алексей Филиппович                                            | 1893—1938                                                               | 02.12.1935                                                              | —                                                                       | —                                                                       | —                                                                       | —                                                                       |
| Михайлов, Сергей Константинович                                         | 1896—?                                                                  | 22.07.1939                                                              | —                                                                       | —                                                                       | —                                                                       | —                                                                       |
| Мордовин, Борис Михайлович                                              | 1898—1979                                                               | 09.04.1940                                                              | —                                                                       | —                                                                       | —                                                                       | 08.06.1940                                                              |
| Моторный, Иван Данилович                                                | 1889—1939                                                               | 02.12.1935                                                              | —                                                                       | —                                                                       | —                                                                       | —                                                                       |
| Наумов, Владимир Георгиевич                                             | 1876—?                                                                  | 26.03.1939                                                              | —                                                                       | —                                                                       | —                                                                       | 08.06.1940                                                              |
| Орлов, Александр Григорьевич                                            | 1900—1945                                                               | 25.03.1939                                                              | —                                                                       | —                                                                       | —                                                                       | 04.06.1940                                                              |
| Папкович, Пётр Фёдорович                                                | 1887—1946                                                               | 15.03.1936                                                              | —                                                                       | —                                                                       | —                                                                       | 04.06.1940                                                              |
| Петров, Николай Александрович                                           | 1889—1961                                                               | 10.05.1939                                                              | —                                                                       | —                                                                       | —                                                                       | 08.06.1940                                                              |
| Платонов, Алексей Павлович                                              | 1894—1938                                                               | 02.12.1935                                                              | —                                                                       | —                                                                       | —                                                                       | —                                                                       |
| Плотников, Михаил Иванович                                              | 1897—?                                                                  | 09.04.1938                                                              | —                                                                       | —                                                                       | —                                                                       | 08.06.1940                                                              |
| Положинцев, Григорий Алексеевич                                         | 1892—?                                                                  | 13.06.1939                                                              | —                                                                       | —                                                                       | —                                                                       | 08.06.1940                                                              |
| Полонский, Владимир Иванович                                            | 1891—1979                                                               | 10.05.1939                                                              | —                                                                       | —                                                                       | —                                                                       | 08.06.1940                                                              |
| Пономарёв, Иван Афанасьевич                                             | 1890—?                                                                  | 16.05.1939                                                              | —                                                                       | —                                                                       | —                                                                       | 08.06.1940                                                              |
| Посаженников, Алексей Демьянович                                        | 1895—1937                                                               | 02.12.1935                                                              | —                                                                       | —                                                                       | —                                                                       | —                                                                       |
| Рашевич, Фриц Константинович                                            | 1893—1938                                                               | 26.11.1935                                                              | —                                                                       | —                                                                       | —                                                                       | —                                                                       |
| Ростовцев, Николай Евгеньевич                                           | 1893—1938                                                               | 31.05.1936                                                              | —                                                                       | —                                                                       | —                                                                       | —                                                                       |
| Рыбалтовский, Николай Юльевич                                           | 1896—1969                                                               | 03.11.1939                                                              | —                                                                       | —                                                                       | —                                                                       | 08.06.1940                                                              |
| Савин, Александр Николаевич                                             | 1896—1981                                                               | 13.06.1939                                                              | —                                                                       | —                                                                       | —                                                                       | 08.06.1940                                                              |
| Сапронов, Николай Яковлевич                                             | 1892—?                                                                  | 31.05.1939                                                              | —                                                                       | —                                                                       | —                                                                       | 08.06.1940                                                              |
| Саткевич, Владимир Александрович                                        | 1877—1976                                                               | 31.05.1939                                                              | —                                                                       | —                                                                       | —                                                                       | 04.06.1940                                                              |
| Соколов, Владимир Арсеньевич                                            | 1887—1953                                                               | 03.04.1938                                                              | 03.11.1939                                                              | —                                                                       | —                                                                       | 04.06.1940                                                              |
| Соколов, Иван Васильевич                                                | 1891—?                                                                  | 31.05.1939                                                              | —                                                                       | —                                                                       | —                                                                       | 08.06.1940                                                              |
| Стеценко, Иван Яковлевич                                                | 1891—1958                                                               | 17.03.1936                                                              | —                                                                       | —                                                                       | —                                                                       | 08.06.1940                                                              |
| Стриж, Константин Александрович                                         | 1887—?                                                                  | 17.03.1936                                                              | —                                                                       | —                                                                       | —                                                                       | —                                                                       |
| Сукачёв, Василий Георгиевич                                             | 1890—?                                                                  | 29.05.1939                                                              | —                                                                       | —                                                                       | —                                                                       | 08.06.1940                                                              |
| Сурвилло, Владимир Людвигович                                           | 1883—1962                                                               | 15.03.1936                                                              | —                                                                       | —                                                                       | —                                                                       | 08.06.1940                                                              |
| Третьяков, Николай Васильевич                                           | 1880—1942                                                               | 03.11.1939                                                              | —                                                                       | —                                                                       | —                                                                       | 08.06.1940                                                              |
| Трофимов, Александр Владимирович                                        | 1883—1943                                                               | 04.04.1938                                                              | 09.04.1940                                                              | —                                                                       | —                                                                       | 04.06.1940                                                              |
| Усатый, Семён Николаевич                                                | 1875—1944                                                               | 25.10.1939                                                              | —                                                                       | —                                                                       | —                                                                       | —                                                                       |
| Ухов, Константин Сергеевич                                              | 1889—1966                                                               | 26.04.1940                                                              | —                                                                       | —                                                                       | —                                                                       | 08.06.1940                                                              |
| Феодосьев, Борис Петрович                                               | 1885—?                                                                  | 26.04.1940                                                              | —                                                                       | —                                                                       | —                                                                       | 08.06.1940                                                              |
| Франтц, Константин Карлович                                             | 1888—1972                                                               | 13.06.1939                                                              | —                                                                       | —                                                                       | —                                                                       | 08.06.1940                                                              |
| Фролов, Александр Андреевич                                             | 1899—1968                                                               | 11.07.1939                                                              | —                                                                       | —                                                                       | —                                                                       | 04.06.1940                                                              |
| Хайт, Наум Моисеевич                                                    | 1896—?                                                                  | 26.11.1935                                                              | —                                                                       | —                                                                       | —                                                                       | —                                                                       |
| Харитонов, Иван Владимирович                                            | 1896—1943                                                               | 13.04.1938                                                              | —                                                                       | —                                                                       | —                                                                       | —                                                                       |
| Хлюстин, Борис Павлович                                                 | 1884—1949                                                               | 17.03.1936                                                              | 03.11.1939                                                              | —                                                                       | —                                                                       | 04.06.1940                                                              |
| Хмелевский, Андрей Григорьевич                                          | 1890—?                                                                  | 08.04.1939                                                              | —                                                                       | —                                                                       | —                                                                       | 30.11.1940                                                              |
| Цыкунов (Цикунов), Михаил Данилович                                     | 1895—?                                                                  | 03.11.1939                                                              | —                                                                       | —                                                                       | —                                                                       | 08.06.1940                                                              |
| Четвертаков, Михаил Михайлович                                          | 1893—1956                                                               | 03.11.1939                                                              | —                                                                       | —                                                                       | —                                                                       | 08.06.1940                                                              |
| Шапенков, Василий Леонтьевич                                            | 1888—?                                                                  | 16.05.1939                                                              | —                                                                       | —                                                                       | —                                                                       | 08.06.1940                                                              |
| Шапошников, Иван Иванович                                               | 1892—?                                                                  | 29.03.1940                                                              | —                                                                       | —                                                                       | —                                                                       | 08.06.1940                                                              |
| Шапошников, Николай Александрович                                       | 1889—1954                                                               | 22.06.1939                                                              | —                                                                       | —                                                                       | —                                                                       | —                                                                       |
| Шершов, Александр Павлович                                              | 1874—1958                                                               | —                                                                       | 31.05.1936                                                              | —                                                                       | —                                                                       | 04.06.1940                                                              |
| Шиманский, Юлиан Александрович                                          | 1883—1962                                                               | —                                                                       | 31.05.1936                                                              | —                                                                       | —                                                                       | —                                                                       |
| Штейнберг, Генрих Владимирович                                          | 1900—1973                                                               | 03.11.1939                                                              | —                                                                       | —                                                                       | —                                                                       | 08.06.1940                                                              |
| Шубин, Василий Васильевич                                               | 1896—?                                                                  | 21.02.1939                                                              | —                                                                       | —                                                                       | —                                                                       | 08.06.1940                                                              |
| Щеглов, Александр Николаевич                                            | 1886—1954                                                               | 09.04.1940                                                              | —                                                                       | —                                                                       | —                                                                       | 08.06.1940                                                              |
| Яковлев, Александр Владимирович                                         | 1891—1943                                                               | 03.11.1939                                                              | —                                                                       | —                                                                       | —                                                                       | 08.06.1940                                                              |
| Яковлев, Сергей Тимофеевич                                              | 1887—1956                                                               | 04.01.1940                                                              | —                                                                       | —                                                                       | —                                                                       | 08.06.1940                                                              |
| Яновский, Михаил Иосифович                                              | 1888—1949                                                               | 08.04.1939                                                              | —                                                                       | —                                                                       | —                                                                       | 08.06.1940                                                              |
| Яшнов, Борис Дмитриевич                                                 | 1881—1972                                                               | 13.06.1939                                                              | —                                                                       | —                                                                       | —                                                                       | 08.06.1940                                                              |

## Хронология введения, изменения статуса (соответствия), отмены званий и знаков различия

### 1917
Приказом Морского министра № 125 от 16 апреля 1917 года были отменены погоны Российского Императорского флота. Взамен вводятся нарукавные знаки различия. Звания контр-адмирал, вице-адмирал, адмирал будут отменены только после Октябрьской революции 1917 года, а после их «восстановления» мае 1940 года первичное адмиральское звание контр-адмирал некоторым офицерам высшего командного состава будет присвоено второй раз.
Выдержка из приказа:
… В соответствии с формой одежды, установленной во флотах всех свободных стран объявляю следующие изменения формы одежды чинов флотов и Морского ведомства впредь до окончательной выработки её в установленном порядке:
1) изъять из употребления все виды наплечных погон;
2) ношение шарфа отменить;
3) вензелевое изображение на оружии уничтожить;
4) середину кокарды, впредь до установления фуражки нового образца, закрасить в красный цвет.
Вместо наплечных погон устанавливаю нарукавные отличия из галуна — на сюртук, китель и тужурку — кругом всего рукава, на пальто — только с наружного края.
Сообразно чинам нашивки располагаются следующим образом :
у контр-адмирала — один широкий галун в 3/4 с завитком и под ним два широких по одному без завитков, а сверху пятиконечная звезда;
у вице-адмирала,- такие же галуны, что и у контр-адмирала, но над ними две пятиконечные звезды;
у адмирала, — такие же галуны, как у вице-адмирала, но над ними три пятиконечные звезды.
(Примечание: выделенные фрагменты текста Приказа в некоторых изданиях напечатаны с ошибками)

### 1935—1940
Воинские звания и знаки различия высшего командного состава морских сил РККА (1935—1940)
Введены постановлениями Совета Народных Комиссаров № 2591 для морских сил РККА от 22 сентября 1935 года.
Объявлены приказом Народного Комиссара обороны № 144 от 26 сентября 1935 года.

Законом СССР от 01.09.1939 г. «О всеобщей воинской обязанности» было установлено, что Вооруженные силы СССР состояли из Рабоче-Крестьянской Красной Армии, Рабоче-Крестьянского Военно-Морского Флота, пограничных и внутренних войск НКВД СССР. Военнослужащие и военнообязанные стали подразделяться на рядовой и начальствующий состав. Начальствующий состав разделялся на группы: высшую, старшую, среднюю и младшую.
Каждому военнослужащему командного и начальствующего состава РККА присваивается командное или специальное военное звание, определяемое его военной или специальной подготовкой, служебным стажем и аттестацией.

### 1940—1943
- Генеральские и адмиральские звания в Красной Армии были введены 07.05.1940 указами Президиума Верховного Совета СССР «Об установлении воинских званий высшего командного состава Красной Армии» и «Об установлении воинских званий высшего командного состава Военно-Морского Флота». В соответствии с этими указами вводились воинские звания для строевого командного состава Военно-Морского Флота корабельной службы: контр-адмирал, вице-адмирал, адмирал, адмирал флота.
- Указами Президиума Верховного Совета СССР 06.01.1943 «О введении новых знаков различия для личного состава Красной Армии»[75] и от 15.02.1943 «О введении новых знаков различия для личного состава ВМФ»[76] были введены погоны.